# 卢克·戴维森
卢克·戴维森（英語：Luke Davison，1990年5月8日—），澳大利亚男子自行车运动员。他曾代表澳大利亚参加2014年英联邦运动会自行车比赛，获得场地自行车男子团体追逐赛金牌。